# 모노호

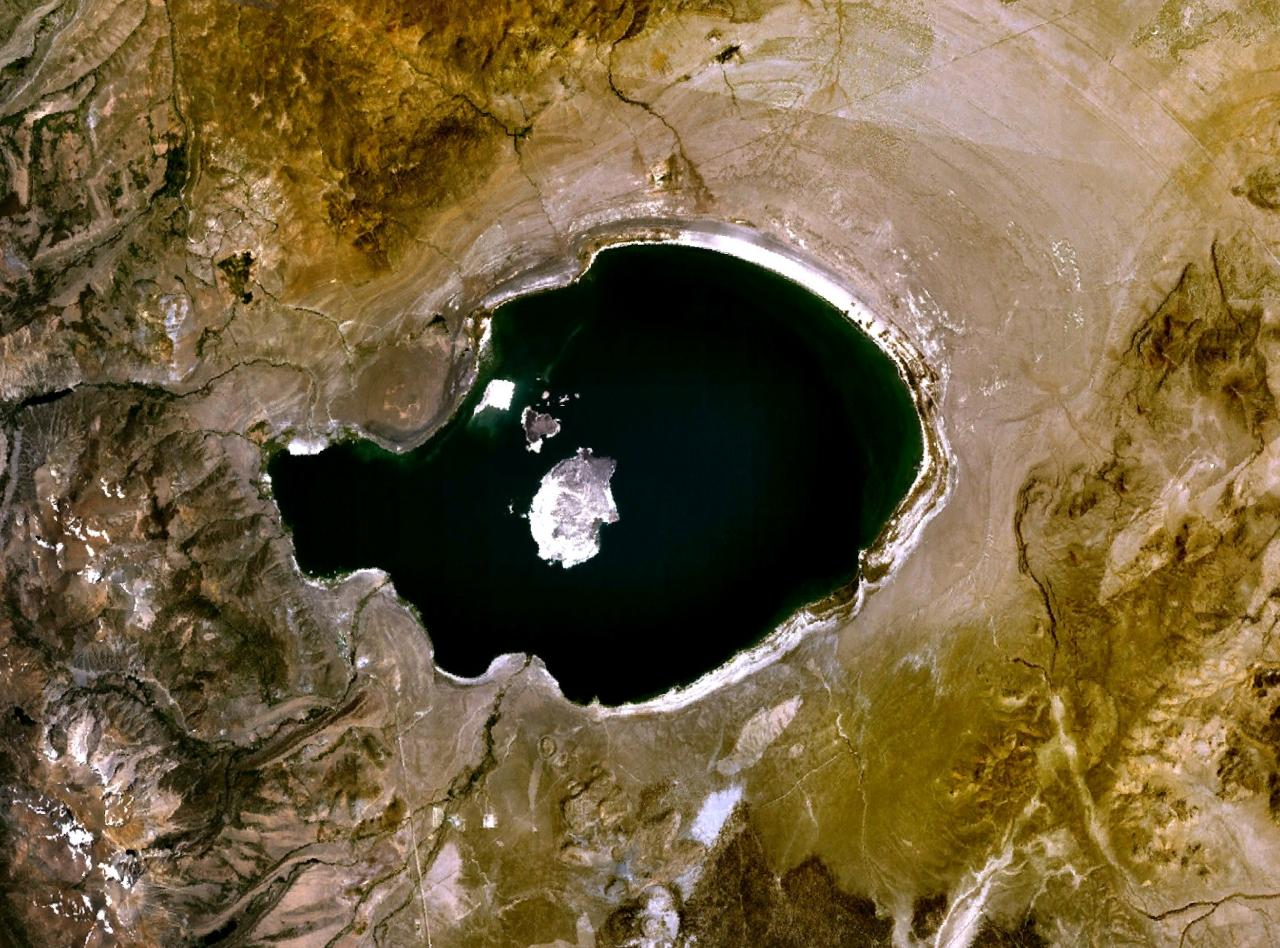
모노 호

모노 호(Mono Lake, ˈmoʊnoʊ)는 미국 캘리포니아주 모노군에 있는 호수이다.
해발고도 1944 미터에 위치해 있으며, 면적은 약 180 제곱킬로미터이다. 염소, 탄산, 황산을 모두 포함하는 이른바 트리플 워터 호수이다. 물은 알칼리성이며 pH는 10에 달하기도 한다.

## 같이 보기
- 보디 (캘리포니아주)
- GFAJ-1